# Fabrizio Serbelloni
Fabrizio Serbelloni (Milán, 4 de noviembre de 1695 - Roma, 7 de diciembre de 1775) fue un cardenal italiano de la Iglesia católica y miembro de una familia noble en Milán.

## Biografía
Se graduó en la Universidad de Pavía, convirtiéndose en un médico. Se desempeñó como inquisidor general en 1726. Fue ordenado sacerdote en 1731 y en el mismo año se hizo arzobispo titular de Patras. En la década de 1730 y 1740 era nuncio en Colonia.
En 1753 fue nombrado cardenal por el papa Benedicto XIV. En 1763 se convirtió en obispo de Albano y en obispo de Ostia en 1774.